# استفانی کایو
استفانی کایو (به انگلیسی: Stephanie Cayo) (زاده ۸ آوریل ۱۹۸۸) بازیگر، مدل و خواننده پرویی است.
از کارهای معروف او می‌توان به بازی در مجموعهٔ تلویزیونی باشگاه کلاغ‌ها اشاره کرد.